# Tomasina Morosini
Tomasina Morosini (vers 1250 à Venise - 1300 à Óbuda), duchesse de Slavonie, est un membre de l'éminente famille vénitienne des Morosini. Son fils est André III, roi de Hongrie.

## Biographie
Tomasina Morosini est la fille de Michele Sbarra Morosini, patricien de Venise et d'Agnese Cornaro. Son frère est Alberto Morosini.
En 1263, elle épouse Étienne le Posthume, prince de Hongrie en exil à Venise. Sa paternité est contestée par ses demi-frères nés du premier mariage de leur père et il n'est pas reconnu comme héritier présomptif du trône hongrois. Tomasina donne naissance en 1265 à un fils, le roi André III de Hongrie, qui porte le nom de son grand-père, André II.
Tomasina soutient les prétentions de son fils au trône hongrois. Après la mort du roi Ladislas IV, le prince André réussit à conquérir le royaume et est couronné roi de Hongrie en 1290. Il invite sa mère en Hongrie et la nomme duchesse de Slavonie.
Tomasina Morosini aurait été empoisonnée en 1300, peu avant la mort de son fils le 14 janvier 1301, qui aurait également été causée par un empoisonnement.

## Sources
- (en) Cet article est partiellement ou en totalité issu de l’article de Wikipédia en anglais intitulé « Tomasina Morosini » (voir la liste des auteurs).
- (hu) Péter Galambosi, « Csák Ugrin, a hűséges tartományúr [Ugrin Csák, the Loyal Provincial Lord] », Szentpétery Imre Történettudományi Alapítvány, vol. 24, no 3,‎ 2017, p. 289–322 (ISSN 1217-8020)
- (hu) Gyula Kristó, A feudális széttagolódás Magyarországon [Feudal Anarchy in Hungary], Akadémiai Kiadó, 1979 (ISBN 963-05-1595-4)
- Martin Štefánik, « The Morosinis in Hungary under King Andrew III and the two versions of the death of the Queen of Hungary Tommasina », Historický Časopis, vol. 56, no Supplement,‎ 2008, p. 3–15 (ISSN 0018-2575, lire en ligne)
- (hu) Mór Wertner, Az Árpádok családi története [Family History of the Árpáds], Szabó Ferencz N.-eleméri plébános & Pleitz Fer. Pál Könyvnyomdája, 1892
- (hu) Attila Zsoldos, Szent István és III. András [Saint Stephen and Andrew III], Kossuth Kiadó, 2003, 119–227 p. (ISBN 963-09-4461-8), « III. András »
- (hu) Attila Zsoldos, Az Árpádok és asszonyaik. A királynéi intézmény az Árpádok korában [The Árpáds and their Women: The Institution of Queenship in the Era of the Árpáds], MTA Történettudományi Intézete, 2005a (ISBN 963 8312 98 X)
- (hu) Attila Zsoldos, Studia professoris–professor studiorum. Tanulmányok Érszegi Géza hatvanadik születésnapjára, National Archives of Hungary, 2005b, 381–390 p. (ISBN 963-631-173-0), « Ducissa Sclavonie [Duchess of Slavonia] »